# Metal Gear
Metal Gear (englisch; /⁠ˈmet(ə)l ɡɪə˞⁠/; japanisch メタルギア Metaru Gia) ist eine von Konami veröffentlichte Videospielreihe, entwickelt unter der Leitung von Hideo Kojima. Metal Gear gilt als Vorreiter des Stealth-Genre. Bekannt ist die Serie neben dem Schleichprinzip für die umfangreiche Inszenierung durch Zwischensequenzen sowie für den Comic-Relief als Kontrast zur ansonsten seriösen Erzählweise.
1987 erschien der erste Teil, Metal Gear, für MSX2-Heimcomputer. Der Protagonist von Metal Gear, Solid Snake, ist ein Special-Forces-Agent mit der Mission, die Festung im Herzen der Nation Outer Heaven zu infiltrieren, um die Bedrohung Metal Gear, einen bipedalen Panzer bestückt mit einem nuklearen Sprengkopf, auszuschalten. Die Bedrohung der Welt durch nukleare Waffen ist ein Kernelement der Erzählung der Reihe. In späteren Teilen wird das Zusammenspiel von Nationen, Ideologien, Politik und Technologie zum übergreifenden Thema der Serie. Ursprünglich wurde Metal Gear als reiner Shooter konzipiert, doch aufgrund der technischen Limitierungen des MSX2 entwickelte Hideo Kojima die Idee weg von einem action-orientierten Spiel hin zu einem Spiel, wo das Verstecken vor feindlichen Einheiten im Mittelpunkt stand.
Der dritte Teil, Metal Gear Solid (1998), übernahm die Grundprinzipien der ersten beiden Teile, verwendete aber zum ersten Mal 3D-Grafik und filmische Zwischensequenzen. Durch diesen Übergang von der zweidimensionalen zur dreidimensionalen Grafik gelang Hideo Kojima mit Metal Gear Solid der Durchbruch. „Metal Gear Solid [gilt] mit seiner zum damaligen Zeitpunkt unerreichten Synthese aus Film-Thriller und Action-Adventure als Meilenstein unter den PlayStation-Titeln.“ Mit Metal Gear Solid V: The Phantom Pain schloss Seriengründer Kojima 2015 die Erzählung und seine Arbeit an der Reihe ab.

## Hauptreihe

### Metal Gear
Metal Gear erschien ursprünglich am 8. Juni 1987 für MSX2-Heimcomputer, und noch im selben Jahr in einer leicht abgewandelten Form für das Nintendo Entertainment System (NES). Basierend auf der NES-Version, an der Hideo Kojima nicht beteiligt war, gab es später auch noch einige weitere Portierungen, unter anderem für den C64 und MS-DOS. Umsetzungen des MSX-2-Originals gab es anfangs ausschließlich in Japan für Mobiltelefone und als Bonus in der Gamecube-Neuauflage Metal Gear Solid: The Twin Snakes. Eine offizielle Umsetzung außerhalb Japans gab es dagegen erst 2006 als Beilage zu Metal Gear Solid 3: Subsistence für PlayStation 2, einer erweiterten Version von Metal Gear Solid 3: Snake Eater. Später folgte auch ein Downloadangebot für die Wii.
Laut der fiktiven Handlung entstand Mitte der 1990er in Südafrika die Festungsnation Outer Heaven. Diese Nation beherbergt eine Armee angeheuerter Söldner. Ein Land, vollkommen abgeschottet von der Außenwelt, mit den besten Sicherheitssystemen, um sich gegen unerwünschte Eindringlinge zu schützen. Als auch noch herauskommt, dass in Outer Heaven eine neuartige Waffe entwickelt wird, beauftragen die westlichen Nationen die Spezialeinheit Foxhound, um damit dem Treiben von Outer Heaven ein Ende zu bereiten.
Foxhound-Gründer und -Kommandeur Big Boss entsendet seinen besten Spezialagenten, Gray Fox, nach Outer Heaven. Wenige Tage später jedoch bricht der Kontakt mit Gray Fox ab und seine letzten Worte lauten: „Metal … Gear …“. Big Boss kann jetzt nur noch den jungen Anfänger Solid Snake nach Outer Heaven schicken um die Festung zu infiltrieren und Gray Fox zu befreien. Solid Snake gelingt es anschließend, die Welt vor der Zerstörung zu retten, Metal Gear zu vernichten und Outer Heaven zu zerschlagen.

### Metal Gear 2: Solid Snake

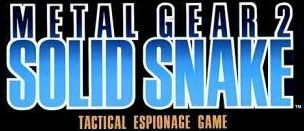
Logo

Im Jahre 1990 veröffentlichte Konami mit Metal Gear 2: Solid Snake den offiziellen Nachfolger von Hideo Kojimas Agentenspionagespiel. Es erschien ausschließlich in Japan für MSX2. Im Gegensatz zum ersten Teil schaffte der zweite Teil nie den Sprung auf das Nintendo Entertainment System (NES). Stattdessen bekam man für NES den Ableger Metal Gear: Snakes Revenge, mit welchem Serienschöpfer Hideo Kojima aber nichts mehr zu tun hatte. Für die PlayStation 2 wurde es als Teil von Metal Gear Solid 3: Subsistence wiederveröffentlicht. Für die PlayStation 3, PlayStation Vita und Xbox 360 war es in der Metal Gear Solid HD Collection enthalten. Auf der Wii wurde es eigenständig über die Virtual Console neu veröffentlicht.
Sehr viele Spielelemente, die Metal Gear Solid ausmachten, sind in diesem Titel bereits vorhanden. Abgesehen von einigen Anpassungen des Gameplays an die aktuellen Titel. So gibt es beispielsweise mehrere Schwierigkeitsgrade, einige Charakternamen wurden auch nachträglich geändert, so heißt Natasha Markova nun Gustava Heffner. Nach erstmaligem Durchspielen bekommt man Solid Snakes' Bandana, durch die man einen unbegrenzten Munitionsvorrat zur Verfügung hat, und die verwendeten Codecfrequenzen werden gespeichert.
Die Handlung von Metal Gear 2 dreht sich um das fiktive Militärregime Zanzibarland in Zentralasien, das im Jahre 1995 gegründet wurde und sich mit Gewalt ein Arsenal an Nuklearwaffen aneignet. Dazu kommt, dass im Jahre 1997 die Erdölressourcen nach dem Ende des Kalten Krieges schneller aufgebraucht sind als erwartet. Jedoch erfindet der Biologe Dr. Kio Marv ein Mittel, das Erdöl in hochwertigen Brennstoff umwandelt. Er wird aber mitsamt der Formel entführt, wobei die Spuren nach Zanzibarland führen. Nachdem sich Zanzibarland mithilfe zahlreicher angeheuerter Söldner mehrmals vor russischen Einheiten schützen konnte, holt Oberst Roy Campbell das ehemalige Foxhound-Mitglied Solid Snake in die Einheit zurück. Es gelingt ihm Zanzibarland zu stoppen und die Rezeptur sicher zurückzubringen. Der Drahtzieher, Big Boss, wird von Solid Snake getötet, der sich anschließend nach Alaska zurückzieht.

### Metal Gear Solid

Logo

1998 erschien der PlayStation-Titel Metal Gear Solid und wurde ein weltweiter Erfolg. Über sechs Millionen Mal wurde das Spiel verkauft. Es war das erste Spiel der Metal-Gear-Reihe, das über eine Sprachausgabe verfügt und in 3D-Grafik realisiert wurde. Entsprechend wurde auch das Gameplay angepasst. Metal Gear Solid erzählt die Geschichte um einen ehemaligen Spezialeinheit-Agenten, der den Codenamen Solid Snake trägt. Sechs Jahre nach dem Einsatz in Zentralasien wird er von der US-Regierung unfreiwillig rekrutiert und nach Shadow Moses in Alaska geschickt. Dort soll er zwei Überlebende einer Geiselnahme befreien und eine Terroreinheit unschädlich machen. In diesem Teil erfährt der Spieler erstmals, dass Solid Snake ein Klon von Big Boss ist und dass Liquid Snake sein genetisch identischer Bruder ist.
2004 veröffentlichte Konami ein Remake des Spiels unter dem Titel Metal Gear Solid: The Twin Snakes mit zeitgemäßer Grafik, überarbeiteter Synchronisation und dem Zielsystem aus Metal Gear Solid 2: Sons Of Liberty für den Nintendo GameCube.

### Metal Gear Solid 2: Sons of Liberty

Logo

Drei Jahre später, 2001, brachte Konami mit Metal Gear Solid 2: Sons of Liberty einen Nachfolger für Sonys PlayStation 2 heraus. Für die Intro-Sequenz war Kyle Cooper verantwortlich. Das Spiel beginnt mit einer kurzen Mission Solid Snakes, doch im wesentlich größeren zweiten Abschnitt wird eine neue Hauptfigur mit dem Rufzeichen Raiden eingeführt. Dies wurde von den Spielern bei der Veröffentlichung gleichermaßen als Überraschung und Enttäuschung wahrgenommen.
Viele Auszeichnungen bekam Sons of Liberty unter anderem wegen der Spielgrafik und der von Harry Gregson-Williams komponierten Musik. Für die europäische Version gab es die Zusatz-DVD The Making of Metal Gear Solid 2. Auch ein zusätzlicher Schwierigkeitsgrad wurde für die europäische Version hinzugefügt, der als „European Extreme“ bezeichnet wird.
Metal Gear Solid 2 führte neue Features ein, darunter die Egoperspektive, in der man nun Gegenstände benutzen kann. Erstmals wurden auch die sogenannten Dogtags (deutsch: Hundemarken) eingeführt, die man zum Freischalten spezieller Ausrüstungen den Einheiten im Spiel abnehmen kann.

### Metal Gear Solid 3: Snake Eater

Logo

Im November 2004 erschien mit Metal Gear Solid 3: Snake Eater (MGS3) der dritte Teil der Metal-Gear-Solid-Reihe. Anders als in den ursprünglichen Metal-Gear-Teilen findet das Spiel diesmal in einem Dschungel statt.
MGS3 enthält viele spielerische Neuerungen: Die spezifische Auswahl der Tarnuniformen hebt das Schleichen im Spiel auf eine neue Ebene. Das Jagen und Verspeisen von Tieren bringt verlorene Ausdauer zurück, starke Verletzungen werden vom Spieler mit Hilfe einer Vielzahl von verschiedenen medizinischen Hilfsmitteln versorgt. Die Onlinefunktion des Spiels beschränkt sich darauf, alternative Uniformen aus dem Internet ins Spiel zu laden. Eine ebenfalls interessante Neuerung in Metal Gear Solid 3 ist die Möglichkeit, sich während gewisser In-Game-Zwischensequenzen die Szenerie mittels der Taste R1 aus Big Boss’ Perspektive anzusehen, um so Details zu erkennen, die der Spieler übersehen könnte.

### Metal Gear Solid: Portable Ops

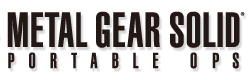
Logo

Metal Gear Solid: Portable Ops wurde im Mai 2005 exklusiv für die PSP angekündigt und gilt als Teil der Hauptreihe, weil es sich in die Erzähllinie einfügt. Es spielt im Jahr 1970 und beschreibt das weitere Geschehen rund um Big Boss nach den Ereignissen von Metal Gear Solid 3 und den Aufstieg von Outer Heaven. Des Weiteren kann man gegnerische Einheiten rekrutieren und sie somit dazu bringen, sich Big Boss anzuschließen. Diese Rekruten können anschließend innerhalb, sowie außerhalb eines Einsatzes ausgetauscht werden, wodurch der Spieler dank der unterschiedlichen Fertigkeiten sehr viele taktische Möglichkeiten erhält.
Metal Gear Solid: Portable Ops+ stellt eine Erweiterung zum gleichnamigen PSP-Titel dar. Es wurde am 17. Juni 2007 in Japan angekündigt und erschien im darauffolgenden September. Es bietet Features für das Online-Spielen sowie einige neue Charaktere, darunter Raiden, Old Snake und Roy Campbell. In den USA ist es im November erschienen, in Europa ist es seit dem 12. März 2008 erhältlich.

### Metal Gear Solid 4: Guns of the Patriots

Logo

Metal Gear Solid 4 erschien am 12. Juni 2008 für die PlayStation 3. Im Spiel geht es darum, das Vorgehen von privaten Militärorganisationen (PMC – Private Military Companies) zu unterbinden, die sich einer Terrorgruppe namens Outer Heaven angeschlossen haben, und letztlich auch Outer Heaven selbst zu zerschlagen. Deren Führer ist Liquid Ocelot, in dem der Wille von Snakes genetisch identischem Bruder Liquid weiterlebt, der bereits in Metal Gear Solid an FoxDie gestorben ist.
Die Spielhandlung ist in fünf verschiedene Abschnitte (Acts) aufgeteilt. Snake agiert dieses Mal im Nahen Osten, in Südamerika, in Osteuropa, auf Shadow Moses Island in Alaska und auf dem gewaltigen Kriegsschiff Outer Haven.

### Metal Gear Solid: Peace Walker

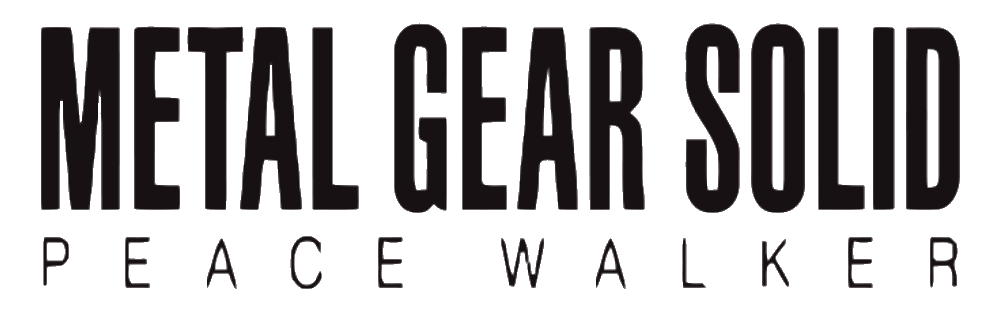
Logo

Metal Gear Solid: Peace Walker erschien zunächst exklusiv für die PSP am 17. Juni 2010, seit dem 27. Februar 2013 ist das Spiel auch in einer für die PlayStation Vita kompatiblen Fassung erhältlich. Es erschien nach Metal Gear Solid 3 und Metal Gear Solid: Portable Ops und spielt im Jahre 1974 in Costa Rica. Big Boss a.k.a. Naked Snake hat inzwischen eine Söldnergruppe namens Militaires sans Frontières (MSF) gegründet. Dieses Mal bekämpfen er und seine Verbündeten CIA-Agenten die im Dschungel neue KI-Waffen testen, darunter den titelgebenden Roboter Peace Walker, ein mit Nuklearwaffen bestückter vierbeiniger Kampfpanzer. Es kommen unter anderem der Vater von Hal Emmerich, Huey Emmerich, und Kazuhira Miller vor, welcher später auch unter dem Namen Master Miller bekannt wird.
Ein Novum in der Serie ist das Ko-op-Element, das es bis zu vier Spielern ermöglicht sich in Peace Walker in bestimmten Missionen zusammenzuschließen. Des Weiteren enthält das Spiel auch viele Zusatzmissionen, bei denen man zum Beispiel Gefangene befreien oder geheime Dokumente stehlen muss. In einigen Missionen ist es sogar möglich feindliche Fahrzeuge zu erbeuten (unter anderem T-72-Panzer und Kampfhubschrauber des Typs Mil Mi-24 Hind). Diese können später mit Soldaten zu Außeneinsätzen entsandt werden. Besondere Zusatzmissionen gibt es auf einer Insel, auf welcher man gegen Kreaturen aus der Monster-Hunter-Reihe kämpfen muss.

### Metal Gear Solid V: Ground Zeroes/The Phantom Pain

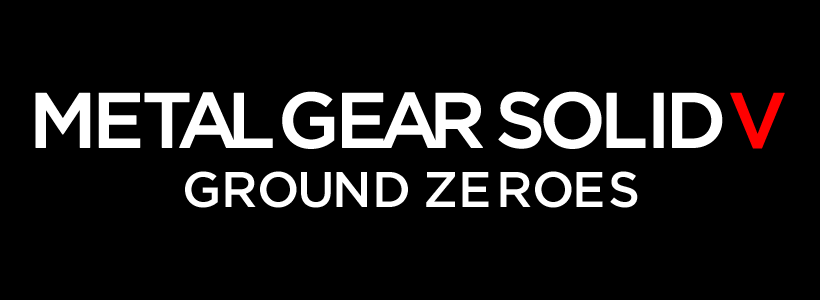
Logo

Hideo Kojima hat die Entwicklung des Nachfolge-Titels auf Basis der neuen Fox-Engine offiziell bestätigt. Infiltration und Spionage werden dabei ein zentrales Thema sein. Außerdem sollen Elemente zur Interaktion mit Charakteren hinzukommen, beispielsweise das Überreden von Personen zu Hilfeleistungen.
Auf der GDC 2013 kündigte Hideo Kojima im März 2013 Metal Gear Solid 5 offiziell an. In diesem Rahmen gab er bekannt, dass der fünfte Teil der Spielereihe in Form von zwei einzeln erscheinenden, aber thematisch zusammengehörenden Titeln veröffentlicht werden soll. Das im Jahr 1975 spielende Metal Gear Solid V: Ground Zeroes soll dabei als Prolog für das im Jahre 1984 spielende Hauptspiel Metal Gear Solid V: The Phantom Pain dienen. Im Rahmen der Vorstellung auf der GDC sowie der dort gezeigten Trailer bestätigte Kojima auch, dass Naked Snake alias Big Boss eine der Hauptfiguren von Metal Gear Solid V sein wird. Offizieller Veröffentlichungstermin für Ground Zeroes war der 20. März 2014, The Phantom Pain erschien am 1. September 2015. Beide Teile erschienen für die PlayStation 3, die Xbox 360, die PlayStation 4, die Xbox One und den PC.

## Ableger

### Snake’s Revenge
Im gleichen Jahr wie Metal Gear 2 kam das Spiel Snake’s Revenge für die NES-Konsole heraus. Es ist jedoch nicht von Hideo Kojima und wird nicht als offizielle Fortsetzung angesehen. Es ist ein eigenständiges Actionspiel von Konami, demzufolge gibt es kaum Anknüpfungspunkte an Metal Gear. Ursprünglich hatte Kojima keinen Nachfolger zu Metal Gear geplant, erst durch ein zufälliges Treffen mit den Entwicklern von Snake’s Revenge kam es, dass er doch noch eine eigene Fortsetzung produzierte.
Inhaltlich knüpft es aber an Metal Gear (1988) an. Der Terrorist Higharoll Abandshahara Cockmamie Huganda besitzt Nuklearwaffen und will damit die Welt beherrschen. Da die US-amerikanische Regierung nicht mit Terroristen verhandelt, nehmen sie Kontakt zu Solid Snake auf, einem Agenten der Spezialeinheit Foxhound. Er soll in Cockmamie Hugandas Versteck, dem sogenannten Fortress Fanatic Fiskustatilis in Ishkabibilamadschanda, eindringen. Snake wird jedoch mit zwei Metal Gear 2400 konfrontiert. Mit Hilfe seiner Kenntnisse und seiner Erfahrung kann er Metal Gear 2400 zerstören und Cockmamie aufhalten.

### Metal Gear: Ghost Babel

Logo

2001 kam für den Game Boy Color ein Teil der Serie mit dem Titel Metal Gear: Ghost Babel heraus. In Europa wurde der Titel aus Marketinggründen in Metal Gear Solid umbenannt, wobei es inhaltlich keine Parallelen zwischen der gleichnamigen PlayStation-Fassung und der Game-Boy-Color-Fassung gibt. Zudem ist dieser Teil im Gegensatz zu den anderen Teilen keine direkte Fortsetzung der Serie. Der Grund hierfür ist, dass dieser Titel von Konami ohne den ursprünglichen Erfinder Hideo Kojima entwickelt wurde.
Ghost Babel spielt drei Jahre vor den Ereignissen von Metal Gear Solid (1998). Im Jahre 2002 war eine bewaffnete Gruppe namens Black Chamber (später in Black Zwist umbenannt) im Besitz von Metal Gear. Die US-Regierung entsendet Solid Snake, um die nukleare Bedrohung abzuwenden. Snake muss sich diesmal gegen vier Söldner durchkämpfen: Da wäre zum einen Slasher Hawk, der für seinen meterlangen Bumerang bekannt ist. Dann gibt es noch einen teuflischen Puppenspieler namens Marionette Owl. Ein weiterer ist Pyro Bison, der durch seinen Flammenwerfer stark an Vulcan Raven oder The Fury erinnert, sowie noch den Anführer der Gruppe, der geheimnisvolle Kämpfer Black Art Viper, der nur auf Snakes Scheitern wartet.

### Metal Gear Ac!d

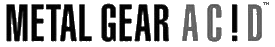
Logo

Metal Gear Ac!d erschien exklusiv für die PSP im Dezember 2004 und wurde unter der Kontrolle von Hideo Kojima entwickelt. Das Spiel ist rundenbasiert, Aktionen werden mit Spielkarten ausgeführt, ähnlich wie in einem Tabletop-Spiel. Es ist das erste Metal Gear, in dem man mit zwei Charakteren zur gleichen Zeit spielen muss.
Im Jahre 2019 entführen Unbekannte ein Passagierflugzeug. Einer der 317 Passagiere ist Senator Hach, ein US-Präsidentschaftskandidat und wahrscheinlich nächstes Staatsoberhaupt der Vereinigten Staaten. Die Unbekannten nehmen ihn, sowie die anderen Passagiere, als Geiseln und fordern von der US-Regierung das Virus „Pythagoras“. Erneut wird Solid Snake nach Amerika geschickt, um die Geiseln aus den Händen der Geiselnehmer zu befreien.
2005 erschien der Nachfolger Metal Gear Ac!d 2, welcher im Comicstil gehalten ist und mit 3D-Brille geliefert wird.

### Metal Gear Online
Metal Gear Online ist ein Mehrspieler-Ableger der Metal-Gear-Reihe, welches den Spielen Metal Gear Solid 3: Subsistence  und Metal Gear Solid 4: Guns of the Patriots beiliegt. Unter anderem sind die Modi Deathmatch, Team-Deathmatch, Capture Mission, Team Sneak und Rescue Mission im Spiel enthalten. Bis zu 16 Spieler dürfen an den Multiplayer-Gefechten teilnehmen. Beide Dienste werden zurzeit nicht von Konami weiterbetrieben, zuletzt wurde der Betrieb von Metal Gear Solid 4 am 12. Juni 2012 eingestellt.

### Metal Gear Solid: HD Collection

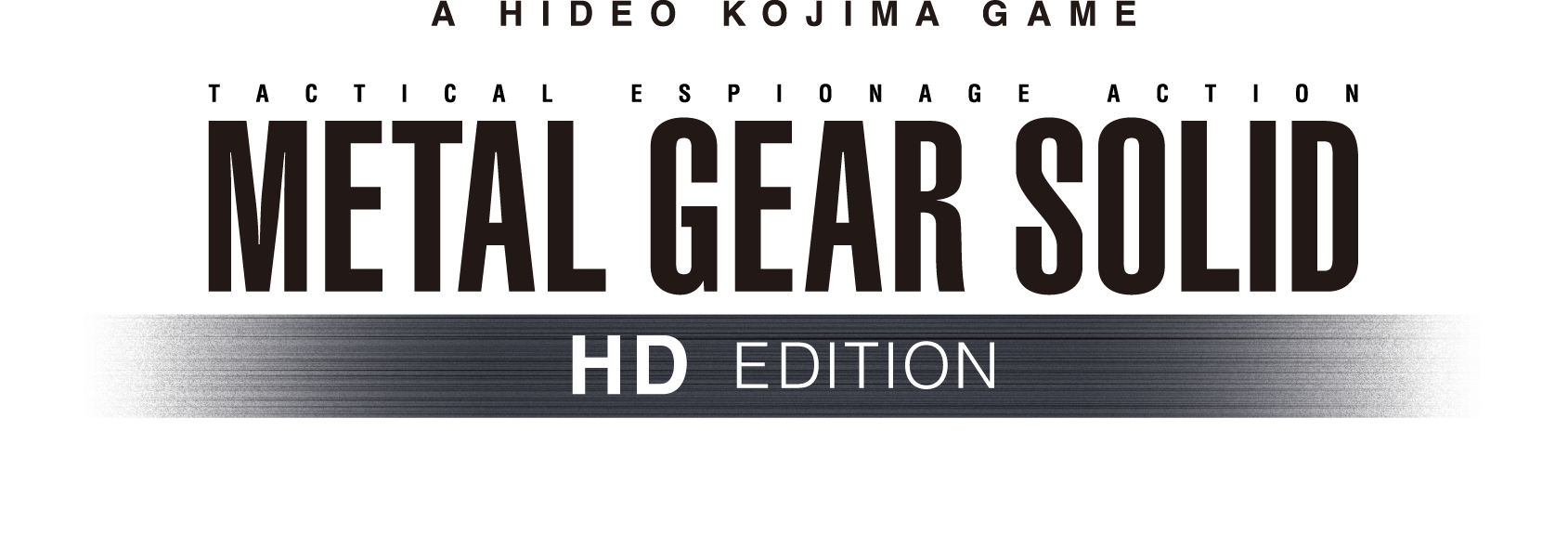
Logo

Metal Gear Solid: HD Collection erschien in den USA am 9. November 2011 und in Europa am 3. Februar 2012 sowohl für Xbox 360 als auch für die PS3. Das Paket enthält überarbeitete Versionen der Spiele Metal Gear Solid 2: Sons of Liberty inkl. der Spielinhalte von MGS 2 Substance, Metal Gear Solid 3: Snake Eater inkl. der Spielinhalte von MGS3 Subsistence (u. a. Metal Gear, Metal Gear 2: Solid Snake) und Metal Gear Solid: Peace Walker. Im Juni 2012 wurde es für die PlayStation Vita veröffentlicht, allerdings ist bei dieser Version Metal Gear Solid: Peace Walker nicht enthalten.

### Metal Gear Rising: Revengeance
Metal Gear Rising: Revengeance wurde von Konami erstmals 2009 angekündigt und ist als reines Actionspiel angelegt. Der Spieler übernimmt dabei die Rolle von Raiden. Ursprünglich war der Titel bei Kojima Productions in der Entwicklung. Ende 2011 wurde bekanntgegeben, dass die Inhouse-Entwicklung gestoppt und an Platinum Games (Bayonetta, Vanquish) übergeben wurde. Metal Gear Rising: Revengeance erschien am 21. Februar 2013 für Konsolen und am 9. Januar 2014 für Windows, außerdem ist das Spiel einschließlich aller Erweiterungen seit dem 15. August 2017 im Rahmen der Abwärtskompatibilität von Xbox-360-Spielen auf der Xbox One spielbar.

## Remakes

### Metal Gear Solid Delta: Snake Eater
Metal Gear Solid Delta: Snake Eater ist ein für 2025 angekündigtes Remake von Metal Gear Solid 3: Snake Eater aus dem Jahr 2004.

## Figuren

### Solid Snake
Solid Snake ist der ursprüngliche Protagonist der Reihe. Laut Kojima fiel die Wahl auf den Rufnamen Snake, weil die Schlange in der realen Welt das beste Beispiel für ein Lebewesen sei, das seine Präsenz zu verbergen und sich geräuschlos anzuschleichen wisse. Damit widersprach Kojima einer verbreiteten Annahme, dass sich der Name auf die Hauptfigur des Films Die Klapperschlange, Snake Plisskin, beziehe. Eine entsprechende Anspielung findet sich in Metal Gear Solid 2: Sons of Liberty, in dem Solid Snake den Decknamen Iroquois Pliskin verwendet. Das aus der Algonkin-Sprache abgeleitete Iroquois (eigtl.: Iroqu), mit dem diese das Indianervolk der Irokesen bezeichneten, bedeutet Klapperschlange.
Solid Snakes Standardsynchronsprecher im japanischen Original ist Akio Ōtsuka. In der englischen Sprachausgabe wurde er von David Hayter synchronisiert.

### Big Boss
Big Boss, auch Jack, Naked Snake, oder nur Snake genannt, ist eine der zentralen Figuren der Spielreihe mit wechselnden Rollen. In den Metal-Gear-Titeln fungierte er als Antagonist zu Solid Snake und wird als der ideale Kämpfer und Stratege dargestellt. In Metal Gear Solid wird enthüllt, dass Solid Snake ein genetischer Klon von Big Boss sei. Weitere Klone sind die Antagonisten von Metal Gear Solid und Metal Gear Solid 2, Liquid Snake und Solidus Snake. In Metal Gear Solid 3, das innerhalb der Spielchronologie vor den vorherigen Teilen spielt, ist Big Boss dann erstmals Spielerfigur.
Big Boss wurde wie Solid Snake im japanischen Original zumeist von Akio Ōtsuka synchronisiert, mit Ausnahme der Serienteile, in denen sowohl Big Boss als auch Solid Snake gemeinsam vorkommen. Ähnlich in der englischen Sprachfassung, wo anfänglich ebenfalls David Hayter die Rolle übernahm. Mit Metal Gear Solid 5 übernahm Kiefer Sutherland die Rolle.

## Gastauftritte in anderen Spielen
- In dem Nintendo-Prügelspiel Super Smash Bros. Brawl sowie in Super Smash Bros Ultimate spielt man mit den beliebtesten Nintendofiguren. Als Gäste in diesem Spiel kann man auch mit Solid Snake spielen. Charaktere und Gegenstände aus der Metal-Gear-Reihe kann man dort sowohl als sogenannte „Trophäen“, als auch als „Aufkleber“ einsammeln.

- In dem PS2- & GameCube-Prügelspiel DreamMix TV World Fighters, das ausschließlich in Japan veröffentlicht wurde. Snake hat in diesem Spiel eine Reihe von Angriffen, die ebenfalls aus den Metal-Gear-Spielen stammen, beispielsweise kann Snake Granaten werfen, die Nikita benutzen, Würgegriffe ausführen, Claymore-Minen vergraben.

- Das Spiel LittleBigPlanet bekam am 23. Dezember 2008 ein Metal-Gear-Erweiterungspack. Das Paket enthielt sechs neue Level im MGS-Stil, ein fünftes Sackboy-Kostüm, 72 neue Sticker, zwölf neue Materialien, zehn neue Dekorationen, 18 neue Objekte, ein neues Hintergrund-Musikstück, drei neue interaktive Musikstücke, ein neues Sound-Objekt im MGS-Stil, einen Plasmaball als neues gefährliches Element, Laser-Sicht als neues Gadget, Suchscheinwerfer, Paintinator (Paintball-Pistole für den Sackboy), einen Farbschalter und zwölf neue Trophäen.

## Populärkulturelle Referenzen
- Solid Snake wurde auf dem Cover von Metal Gear ähnlich wie die Darstellung Michael Biehns auf einem frühen Filmplakat des Filmes Terminator gezeichnet. In Anlehnung an den Terminator-Darsteller Arnold Schwarzenegger existieren auch zwei Roboter, mit der Bezeichnung Arnold TX-11.
- Die Idee einer Festungsnation hat Hideo Kojima aus dem 1980er-Jahre-Filmklassiker Die Klapperschlange, der Protagonist in dem Film heißt ebenfalls Snake Plissken. In Metal Gear Solid 2 nennt sich Solid Snake zeitweise Pliskin, sein allgemeiner Spitzname ist Snake.
- Der Sprung in den Wasserfall in Metal Gear Solid 3: Snake Eater ähnelt dem Sprung von Halle Berry in James Bond 007 – Stirb an einem anderen Tag (sowie dem von Harrison Ford alias Dr. Kimble in Auf der Flucht).
- Colonel Campbells Aussehen ist an Rambos Befehlshaber angelehnt.
- Wenn man mit Hilfe des Codecs des Öfteren das Spiel speichert, bekommt man in Metal Gear Solid 2 und 3 jeweils Informationen und kurze kleine Ausschnitte zu einigen bekannten Filmen. Darunter sind Godzilla und James Bond immer wiederkehrende Filme.
- Snake („Big Boss“) erfährt in Metal Gear Solid 3, dass die Technik so weit entwickelt sei, dass man bald selbst einen Film steuern könne (Anspielung auf die ersten Kritiken von Metal Gear Solid).
- Hal Emmerichs Spitzname ist Otacon, was die Kurzform für Otaku Convention ist, eine Manga-Ausstellung in Japan. Diese ist besonders auf Geschichten mit Mechs spezialisiert (hier ist eine Verbindung zu Metal Gear). Sein Name setzt sich zusammen aus dem des Bordcomputers HAL 9000 des Kubrick-Klassikers 2001: Odyssee im Weltraum sowie Roland Emmerich.

## Romane
- Raymond Benson: Metal Gear Solid: Roman zum Spiel, Panini Verlag 2008, ISBN 3-8332-1741-3.
- Raymond Benson: Metal Gear Solid 2 Sons of Liberty: Roman zum Spiel, Panini Verlag 2010, ISBN 978-3-8332-2047-0.
- Project Itoh: Metal Gear Solid: Guns of the Patriots, Haikasoru (Viz Media), ISBN 978-1-4215-4001-6.

## Verfilmung
Für 2012 war eine Verfilmung unter der Regie von Kurt Wimmer nach einem Drehbuch von Hideo Kojima geplant. Als Produzent hätte Michael De Luca fungiert, jedoch wurde bereits mehrfach von Hideo Kojima erwähnt, dass es nie zu diesem Film kommen würde. David Hayter, der Sprecher von Solid Snake sagte, dass man das Spiel zu sehr mit dem Film verglichen hätte und umgekehrt, was einer der Gründe für das Aus des Films war.
Am 30. September 2012 wurde von Konami Digital Entertainment verkündet, dass die Verfilmung des Spiels Metal Gear Solid in Planung sei. Der Film wird von Ari und Avi Arad produziert und von Arad Productions, sowie Columbia Pictures entwickelt. Avi Arad, unter anderem Geschäftsführer von Marvel Comics, produzierte bereits Filme wie X-Men, Iron Man, Der unglaubliche Hulk und Spider-Man. Bei der Ankündigung erklärte er: „Ich habe viele Jahre darum gekämpft, die Comics auf Leinwand zu bringen - und die Videospiele sind die Comics von heute… Wir werden uns Zeit nehmen und erzählen diese Geschichte mit all diesen Nuancen, Ideologie und lehrenden Geschichten die dazu nötig sind.“ Den Vertrieb und Produktion übernimmt Sony Pictures Entertainment.